# Okręg Aurillac
Okręg Aurillac (fr. Arrondissement d'Aurillac) – okręg w środkowej Francji. Populacja wynosi 82 100.

## Podział administracyjny
W skład okręgu wchodzą następujące kantony:
- Arpajon-sur-Cère,
- Aurillac-1,
- Aurillac-2,
- Aurillac-3,
- Aurillac-4,
- Jussac,
- Laroquebrou,
- Maurs,
- Montsalvy,
- Saint-Cernin,
- Saint-Mamet-la-Salvetat,
- Vic-sur-Cère.